# Танагра берилова
Тана́гра берилова (Tangara nigroviridis) — вид горобцеподібних птахів родини саякових (Thraupidae). Мешкає в Андах.

## Опис

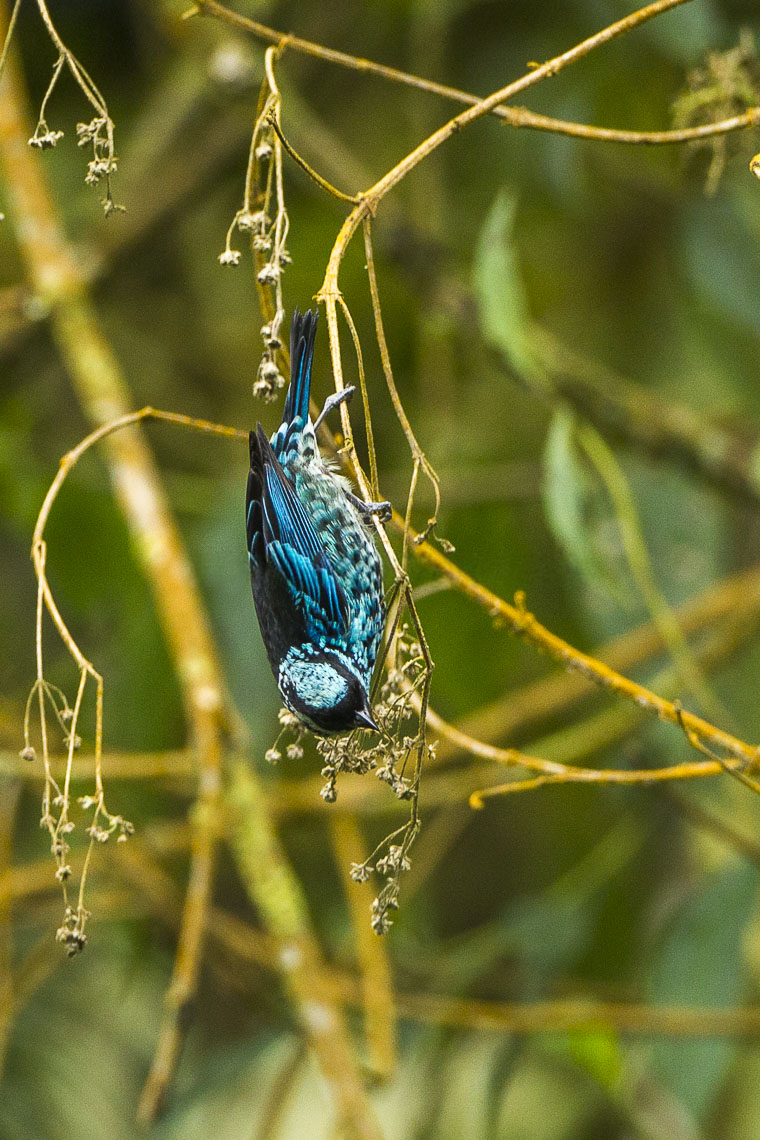
Берилова танагра

Довжина птаха становить 13 см. Забарвлення переважно бірюзове, поцятковане чорними і зеленими плямками і лускоподібним візерунком. На обличчі чорна "маска", крила і хвіст пурпурові з блакитнуватим відтінком. Виду не притаманний статевий диморфізм.

## Підвиди
Виділяють чотири підвиди:
- T. n. cyanescens (Sclater, PL, 1857) — Анди у Венесуелі, Колумбії і західному Еквадорі;
- T. n. nigroviridis (Lafresnaye, 1843) — східні схили Анд в Колумбії і Еквадорі;
- T. n. lozanoana Aveledo & Peréz, 1994 — Анди на північному заході Венесуели (від Лари до Тачири);
- T. n. berlepschi (Taczanowski, 1884) — Анди в Перу і на північному заході Болівії.

## Поширення і екологія
Берилові танагри мешкають у Венесуелі, Колумбії, Еквадорі, Перу і Болівії. Вони живуть у вологих гірських тропічних лісах і на узліссях. Зустрічаються парами або зграйками до 15 птахів, на висоті від 1500 до 2500 м над рівнем моря. Живляться комахами, павуками та іншими безхребетними, а також ягодами. Гніздо чашоподібне, в кладці від 2 до 5 зеленуватих яєць, поцяткованих темними плямками.